# 하려원
하려원(1990년 8월 16일 ~ )은 대한민국의 2010년 미스코리아 광주-전남 선(善)이다. 쌍둥이 언니 하우리도 2014년 미스코리아에 충북 미(美)로 참가했었다.

## 프로필
- 출생: 1990년
- 신체: 171cm, 50kg, 37-23-37
- 수상: 2010년 미스코리아 광주-전남 선(善)
- 취미: 검무
- 특기: 승마